# Neoheteronyx phanophilus
Neoheteronyx phanophilus är en skalbaggsart som beskrevs av Lea 1924. Neoheteronyx phanophilus ingår i släktet Neoheteronyx och familjen Melolonthidae. Inga underarter finns listade i Catalogue of Life.